# Torre Vasco da Gama
La torre Vasco da Gama es una torre de estructura de acero junto a un rascacielos, de 145 metros de altura, construidos en el Parque das Nações, en Lisboa, para la Expo '98. Fue proyectada por el arquitecto Antonio Diniz da Cruz.
La construcción en lo alto de la torre era un restaurante con vistas panorámicas sobre el río Tajo y la ciudad de Lisboa, proyectado por el arquitecto Nuno Leónidas.
Fue cerrada en 1999, pero desde octubre de 2016, la torre funciona como un hotel de lujo de la cadena SANA Hotéis. Se añadió al conjunto inicial un edificio cuya construcción se inició en agosto de 2009.